# .45 ACP
A .45 ACP (angolul: Automatic Colt Pistol), más jelöléssel 11.43×23 mm. vagy csak egyszerűen .45 Auto egy John Browning által 1904-ben megalkotott öntöltőpisztoly-lőszer, amelyet az M1911 félautomata, .45-ös kaliberű pisztolyhoz használtak, amely 1911-től 1986-ig volt rendszeresítve az Amerikai Hadseregnél.